# Orgilus mellipes
Orgilus mellipes är en stekelart som först beskrevs av Thomas Say 1836.  Orgilus mellipes ingår i släktet Orgilus och familjen bracksteklar. Inga underarter finns listade i Catalogue of Life.